# Verschollene Filmschätze
Verschollene Filmschätze (Orig. Mystères d'Archives) ist eine Dokumentationsreihe der Sender ARTE und INA, in der bekannte historische Aufnahmen aus dem kollektiven Gedächtnis genauer betrachtet und analysiert werden. Dabei werden insbesondere inszenatorische Gesichtspunkte hervorgehoben und in den damaligen Kontext eingebettet.
Die Serie stammt von Serge Viallet (Regisseur), sowie Julien Gaurichon und Alexandre Auque. Die Erstausstrahlung auf ARTE erfolgte am 10. Juli 2009.

## Episodenliste
Siehe Verschollene Filmschätze/Episodenliste

## Veröffentlichungen
Unter dem französischen Originaltitel Mystères d'Archives sind die bisherigen (2018) fünf Staffeln je einzeln und in einer Sammelbox der Staffeln 1–3 auf DVD erschienen, jeweils mit französischer, deutscher und englischer Tonspur.
Auf Französisch ist zur Filmreihe ein Buch erschienen: Mystères d’Archives – La vie des Images, Editions Gründ, 2015.